# Cazuistică
Cazuistica este o abordare morală, religioasă și politică promovată de unii călugări iezuiți din secolul al XVII-lea. Cea mai veche menționare a ei datează din 1622.
Cazuistica este o parte a teologiei scolastice medievale care încearcă să rezolve cazurile de conștiință și să justifice unele practici imorale printr-un sistem de norme etice abstracte și prin subtilități logice devenite cu vremea pură sofistică. (Prin extensiune) Argumentare subtilă, abilă, sofistică a unor teme false sau îndoielnice. 
Cazuistica nu este o școală de teologie morală dezvoltată în mod sistematic (iar cuvântul nu se găsește în niciun Dicționar teologic), dar unii teologi iezuiți, în vederea promovării responsabilității personale și a respectului față de libertatea de conștiință, au subliniat importanța unei abordări „de la caz la caz” al deciziilor morale cu caracter personal și în cele din urmă au dezvoltat și acceptat o cazuistică (studiu al cazurilor de conștiință), în cazul în care la momentul deciziei opiniile individuale au fost mai importante decât legea morală în sine.
Blaise Pascal, matematician, filosof religios și simpatizant jansenist francez, a atacat toleranța morală a unor astfel de iezuiți, în celebra sa scriere Lettres provinciales din 1656-1657. Reproșul pe care ianseniștii l-au făcut cazuisticii a fost acela de „laxism”. Invers, ianseniștilor le-a fost reproșat „rigorismul”, adică o poziție morală rigidă.
Conciliul Vatican II a proclamat primatul conștiinței prin mai multe documente, în special prin declarația Dignitatis Humanae din 7 decembrie 1965. Articolul 16 al constituției Gaudium et Spes, intitulat „De dignitate conscientiae moralis”, atestă conștiinței umane demnitate chiar și atunci când greșește. Altfel spus, conștiința are demnitate în sine și trebuie respectată ca atare.